# Nastazja
Nastazja – imię żeńskie. Pochodzi z języka greckiego, w którym oznacza osobę zmartwychwstałą, wskrzeszoną. W Polsce imię nadawane jest od XII wieku. Forma Nastazja jest w polszczyźnie rzadka, jednak, jak informują źródła, wystąpiła w dokumentach polskich już ok. roku 1265 (jako: Nastazyja).
Imieniny: 23 kwietnia, 17 sierpnia.

## Nastazja zdrobnienia
- Nati, Nastunia, Nata, Nastka, Natula, Nastusia, Nasti, Nastia, Nasta, Natka